# Simon Fisher-Becker
Simon Fisher-Becker (Londres, 25 de noviembre de 1961-Londres, 9 de marzo de 2025) fue un actor de teatro, televisión y cine británico, especializado en comedia y papeles de personajes. Sus papeles más notables incluyen a Tony Fazackerley en Puppy Love para la BBC, The Fat Friar en la película de Harry Potter Harry Potter y la piedra filosofal, y Dorium Maldovar en las series 5 y 6 de Doctor Who.

## Filmografía

### Televisión
| Año       | Título                  | Papel                              | Notas                  |
| --------- | ----------------------- | ---------------------------------- | ---------------------- |
| 1992      | An Ungentlemanly Act    | Prisionero                         | Película de televisión |
| 1993      | One Foot in the Grave   | Mago                               | 1 episodio             |
| 2001      | Doctors                 | Cyril Wilson                       | 1 episodio             |
| 2005      | Love Soup               | Horatio                            | 1 episodio             |
| 2006      | Afterlife               | Conductor de minitaxi              | 1 episodio             |
| 2010-2011 | Doctor Who              | Dorium Maldovar                    | 4 episodios            |
| 2011      | Doctor Who Confidential | Él mismo                           | 1 episodio             |
| 2012      | Getting On              | Stephen Ferris                     | Episodio 3             |
| 2012      | Waterside               | Dante Harper                       | [ 3 ]                  |
| 2012      | Gay Boys                | Mr Fitz-Hubbard, The Pope, Malcolm |                        |
| 2013      | 3some Webseries         | Roger                              |                        |
| 2014      | Puppy Love              | Tony Fazackerley                   |                        |

### Cine
| Año  | Título                             | Papel                | Notas |
| ---- | ---------------------------------- | -------------------- | ----- |
| 1990 | Arrivederci Millwall               | Gerente de la tienda |       |
| 1994 | Beg!                               | Dr. Farth            |       |
| 1999 | Sweet Thing                        | Klaus                |       |
| 2001 | Harry Potter y la piedra filosofal | El Fraile Gordo      |       |
| 2012 | Chakan, the Forever Man            | Ethan Scott          |       |
| 2013 | Rise of the Euphonious Angel       | Dante                | [ 4 ] |
| 2016 | Coveted Desires                    | Papá de Keith        |       |